# Selenicë e Pishës
Selenicë e Pishës – wieś położona w południowo-wschodniej części Albanii w gminie Çlirim. Wieś znajduje się 116 kilometrów od stolicy państwa, Tirany.